# Jan Feliks Piwarski
Jan Feliks Piwarski (n. înainte de 20 noiembrie 1794, Puławy - d. 17 decembrie 1859, Varșovia) a fost un pictor și grafician, unul dintre primii litografi polonezi.

## Biografie
Jan Feliks Piwarski s-a născut înainte de 20 noiembrie 1794. A luat lecții de desen de la Józef Richter. În 1816, s-a strămutat în Varșovia, unde a început cariera ca funcționar în Comisia de Justiție. În 1818 a devenit secretar al Bibliotecii Publice și responsabil a Cabinetului de Gravuri din cadrul Universității din Varșovia. În 1819 a beneficiat de o bursă la Viena, unde a studiat istoria. S-a aflat timp de câteva săptămâni la Berlin și Dresda (1825), unde a studiat colecțiile locale de artă și a preluat experiența organizațiilor acestora. În perioada anilor 1826-1832 a studiat desenul tehnic la Școala Pregătitoare pentru Institul Politehnic. În 1842 a fost membru corespondent al Societății Științifice din Cracovia. În anii 1844-1848 a activat didactic la Școala de Arte Frumoase din Varșovia. Cu câteva luni înainte de moarte, a devenit redactor artistic al publicației „Tygodnik Ilustrowany”.